# Giuseppe Buonocore
Giuseppe Buonocore (Formia, 6 giugno 1876 – 8 ottobre 1949) è stato un politico italiano.
È stato sindaco di Napoli tra il 1946 e il 1948, primo sindaco eletto dopo la caduta del fascismo.

## Biografia
Figlio di Luigi e Giovanna Della Rosa, si trasferì in giovane età a Napoli per motivi di studio. Di ispirazione monarchica fu titolare della cattedra di diritto ecclesiastico presso l'Università degli Studi di Napoli Federico II.
Fece parte della Massoneria, fu iniziato il 6.12.1922 nella "Loggia Nazionale" della Gran Loggia d'Italia.